# ミッションX
『ミッションX』（原題：Catch That Kid, イギリスでのタイトル：Mission Without Permission）は、2004年製作のアメリカ合衆国の映画。日本では劇場未公開でDVDが発売された。
この映画は、2002年に公開されたデンマークの映画『キッズ・ミッション』のリメイクである。

## あらすじ
ある日父が倒れ、多額の手術費が必要になった12歳の女の子・マディはそれを手に入れるため、友人のオースティンとガスと共に最新鋭のセキュリティーが搭載された銀行への強盗を企てる。

## キャスト
※括弧内は日本語吹替
- マディ：クリステン・スチュワート（新井里美）
- オースティン：コービン・ブルー（亀井芳子）
- モリー：ジェニファー・ビールス（沢海陽子）
- トム：サム・ロバーズ（相沢正輝）